# بهية مارديني
بهية مارديني كاتبة وصحافية وإعلامية سورية دكتوراه في القانون و حائزة على ماجستير في القانون الدولي من جامعة نورث امتون في المملكة المتحدة عُرفت بمواقفها المناصرة لحقوق الإنسان وتعزيز الديمقراطية والحوار والتعددية وقبول الآخر في سوريا والوطن العربي.
من إصداراتها المطبوعة كتاب مجموعة شعرية بعنوان للحب رائحة الخبز نشرته دار كنعان بـدمشق سنة 2004، وتقع المجموعة في 99 صفحة من القطع المتوسط، وتضم مجموعة من القصائد القصيرة وفي مطلع سنة 2020 صدر لها كتاب بعنوان About Syria, Words Looking For Letters.
ولها العديد من المقالات والقصص القصيرة والقصائد الشعرية وتحليلات الدراما التلفزيونية نشرتها العديد من الصحف والمجلات العربية في سوريا والكويت ومصر.
كما أسهمت في إطلاق عدة منظمات وتيارات وتحالفات سورية وإقليمية ودولية منها المنظمة الوطنية لحقوق الإنسان في سوريا واللجنة العربية لحرية الرأي والتعبير والتحالف العربي من أجل دارفور.
وتتحدث دوما عن ضرورة إلغاء محكمة أمن الدولة العليا والمحاكم الاستثنائية في سوريا وتعرضت إلى الكثير من المتاعب والمصاعب والاستدعاءات الأمنية وخاصة عند كتابتها عن الأحزاب الكردية ونقلها لبياناتهم وتصريحاتهم ولاحقها النظام عبر أكثر من بلد عبر تهديداته المختلفة ومحاولاته الاعتداء عليها مثل التقرير الذي أعدته في 23 أيار/مايو 2006 عن المعتقلين الأكراد في المعتقلات السورية.
تفخر مارديني في لقاءاتها بعملها الصحافي والإعلامي وأنها دافعت عن المعتقلين السياسيين في سوريا مثل المعتقل السوري أحمد علي حسين المسالمة الذي توفي تحت التعذيب في نيسان/أبريل 2005.
دعاها البرلمان الأوربي للتحدث عّن سوريا كصحافية مستقلة في 16-1-2006.
وكذلك إفادتها في تقرير الصحفية الألمانية كريستين هيلبرغ من دمشق حول الرقابة على وسائل الإعلام عبر الإنترنت في سوريا عام 2009.
كما عملت تسليط الضوء على أوضاع المعتقلات السوريات خلال الثورة السورية إثر المرسوم الجمهوري الذي صدر في 26 تموز/يوليو 2012 والخاص بجرائم الإرهاب للانتقام من المرأة السورية لدورها في الثورة ومن ذلك قضية احتجاز جيهان أمين، المحامية في حقوق الإنسان، ورنيم معتوق، وهي طالبة في كلية الفنون الجميلة وابنة محامي حقوق الإنسان خليل معتوق، وأمل نصر الباحثة الاقتصادية وعضو المكتب التنفيذي في هيئة التنسيق الوطنية من أجل التغيير الديمقراطي ومسؤولة مكتب المرأة وزوجة عضو الهيئة المركزية لـحزب العمل الشيوعي عدنان دبس.
كما ساهمت في تغطية ودعم الفيلم الوثائقي Syria's Disappeared The Case Against Assad 2017 الذي قدمته ليندساي دنكان وكتبه رولو كلارك وعرض في قاعة البرلمان البريطاني نهاية شهر آذار/مارس 2017، ويحكي قصة المعتقلين في سجون النظام السوري وتم تقديم عروض رسمية له في لندن وجنيف وعلى القناة الرابعة البريطانية.
حققت نجاحات كمستشارة إعلامية في الائتلاف الوطني السوري المعارض وكانت مديرة المكتب الإعلامي لوفد المعارضة في مفاوضات السلام في جنيف 2012 .
نشرت لها صحيفة الاندبندنت البريطانية مقالة حول اوجاع اللاحئين السوريين ومخاوفهم وأفكارهم الحالية والمستقبلية .
شاركت في عدة ندوات ومحاضرات مثل ندوة نادي حديث الأمة بعنوان التفكير النقدي والإعلام الجديد في 11/5/2016.
شاركت في عشرات البرامج الحوارية والوثائقية على الكثير من القنوات الفضائية العربية للحديث والتعليق على الأحداث السياسية والحقوقية والإنسانية في سوريا. حيث عملت على تسليط الضوء على أوضاع وقضايا المرأة السورية اللاجئة والنازحة في العديد من البرامج التلفزيونية مثل مشاركتها في برنامج نقطة حوار على قناة بي بي سي والذي تحدث عن التزوج من اللاجئات السوريات هل هو مساعدة أم استغلال لهن؟ أيلول/سبتمبر 2012.
والعديد من المشاركات في برامج قناة بي بي سي وتغطياتها الإخبارية، مثل برنامج نقطة حوار 9/1/2012  وبرنامج أجندة مفتوحة 21/6/2011  وأخبار الساعة الخامسة 2/7/2011  وبرنامج سبعة أيام 20/7/2012.
وكذلك مشاركات عديدة على تلفزيون دبي للحديث عن الأوضاع الإنسانية وسط عجز وتقصير المجتمع الدولي عن تقديم المساعدات الملحة للسكان في المناطق المحاصرة والمنكوبة في سوريا.
ومن ذلك أيضا ما تكلمت عنه بهية مارديني من مخاوف من مجازر جديدة ودعوات لنقل السلطة خلال برناج أضواء على الأحداث على قناة الحوار الفضائية 14/6/2012. وما تناولته أيضا من الحديث عن تعدد المبادرات السياسية التي فشلت في إنهاء مأساة الشعب السوري وإنهاء الحرب السورية خلال لقاء على قناة الحوار الفضائية 15/2/2014.
وكذلك العديد من اللقاءات والمداخلات على قناة الجزيرة الفضائية منذ مطلع العام 2011 للتعليق والتوضيح حول ما يجري في سوريا من تطورات ميدانية في الشارع السوري في بداية الثورة السورية السلمية التي طالبت بالإصلاح والتغيير. من ذلك لقاؤها في برنامج أخبار الساعة 25/7/2011. وكذلك لقاؤها في برنامج أخبار الساعة 29/7/2011. وحصاد اليوم 22/9/2011.
كما ظهرت على قناة فرانس 24 في العديد من البرامج الحوارية والتغطيات الإخبارية للشأن السوري مثل مداخلتها للتعليق على الأوضاع الميدانية في سوريا مثل برنامج أخبار الساعة 30/9/2011. وحلقة نقاش حول اغتيال العلماء في سوريا ومن المستفيد 1/10/2011.
كما ظهرت كثيرا على برامج وتغطيات قناة العربية الفضائية الإخبارية للتعليق على الأحداث الميدانية والتطورات السياسية والأوضاع الإنسانية. ومن ذلك أخبار الساعة 4 عصرا 11-08-2011. ونشرة أخبار الساعة 8 مساء 19/7/2011. وللتعليق على الانقسام داخل الاتحاد الأوروربي حول المعارضة السورية 20/11/2012.
كما شاركت مارديني مع الصحفي هاني أبوعياش بإعداد ومناقشة سلسلة من البرامج المهمة عرضته قناة العربية وقدمه الإعلامي محمد أبو عبيد حول عدد من الوثائق حملت عنوان التقرير الأمني. الحلقة الأولى  الحلقة الثانية  الحلقة الثالثة  الحلقة الرابعة  الحلقة الخامسة.
كما عملت بغزارة على ملف العقوبات الأميركية والأوروبية مع عدد من المنظمات الدولية ضد رجالات النظام السوري ومن تلطخت يديه بدماء الشعب السوري من الضباط الأمنيين في سوريا تمهيدا لمحاكمتهم منذ مطلع العام 2012 وحتى العام 2017. ومن ذلك ما نشره موقع العربية  وما نشرته صحيفة دنيا الوطن  وموقع قناة المنار  وموقع السورية للتغيير  وموقع الملف.
وعملت مراسلة الحرة في دمشق ومازالت مارديني مراسلة صحيفة إيلاف الالكترونية المعروفة منذ أكثر من عشر سنوات، وشاركت في الكتابة في أكثر من جريدة وموقع وساهمت في إنشاء أكثر من موقع إلكتروني إخباري وثقافي سوري.
نشرت أكثر من ثلاثين مادة صحفية (مقالات - تقارير) في موقع الجزيرة نت تناولت مواضع متعلقة بحقوق الإنسان في سوريا وبشكل خاص المعتقلون والنازحون السوريون، كما تناولت العديد من المواضيع السياسية الخاصة بحل الأزمة السورية السياسي.